# Terry Rozier
Terry William Rozier III (* 17. März 1994 in Youngstown, Ohio) ist ein US-amerikanischer Basketballspieler, der aktuell für die Miami Heat in der NBA spielt.

## Karriere
Rozier spielte zwei Jahre für die University of Louisville unter Rick Pitino, ehe er im NBA-Draft 2015 von den Boston Celtics an 16. Stelle ausgewählt wurde. Das Rookiejahr verlief für Rozier nicht besonders gut und er wurde oft in die D-League zu den Maine Red Claws abgestellt. Ab der zweiten Saison sah er vermehrt Einsätze für die Celtics, ehe er in seiner dritten Saison mit 11,3 Punkten, 4,7 Rebounds und 2,9 Assists, als Backup für Kyrie Irving seinen Durchbruch bei den Celtics feierte. Am 31. Januar 2018 gelangen Rozier, bei seinem ersten Spiel als Starter gegen die New York Knicks, mit 17 Punkten, 10 Rebounds und 11 Assists, ein Triple-Double. Er ist damit nach Tony Wroten erst der zweite Spieler in der NBA-Geschichte, dem bei seinem Debüt als Starter ein Triple-Double gelang.
Im Sommer 2019 wechselte Rozier als Teil eines Sign-And-Trade-Deals für Kemba Walker zu den Charlotte Hornets.

## Karriere-Statistiken

### NBA

#### Reguläre Saison
| Saison  | Team              | GP  | GS  | MPG  | FG % | 3P % | FT % | RPG | APG | SPG | BPG | PPG  |
| ------- | ----------------- | --- | --- | ---- | ---- | ---- | ---- | --- | --- | --- | --- | ---- |
| 2015–16 | Boston            | 39  | 0   | 8.0  | .274 | .222 | .800 | 1.6 | 0.9 | 0.2 | 0.0 | 1.8  |
| 2016–17 | Boston            | 74  | 0   | 17.1 | .367 | .318 | .773 | 3.1 | 1.8 | 0.6 | 0.1 | 5.5  |
| 2017–18 | Boston            | 80  | 16  | 25.9 | .395 | .381 | .772 | 4.7 | 2.9 | 1.0 | 0.2 | 11.3 |
| 2018–19 | Boston            | 79  | 14  | 22.7 | .387 | .353 | .785 | 3.9 | 2.9 | 0.9 | 0.3 | 9.0  |
| 2019–20 | Charlotte         | 63  | 63  | 34.3 | .423 | .407 | .874 | 4.4 | 4.1 | 1.0 | 0.2 | 18.0 |
| 2020–21 | Charlotte         | 69  | 69  | 34.5 | .450 | .389 | .817 | 4.4 | 4.2 | 1.3 | 0.4 | 20.4 |
| 2021–22 | Charlotte         | 73  | 73  | 33.7 | .444 | .374 | .852 | 4.3 | 4.5 | 1.3 | 0.3 | 19.3 |
| 2022–23 | Charlotte         | 63  | 63  | 35.3 | .415 | .327 | .809 | 4.1 | 5.1 | 1.2 | 0.3 | 21.1 |
| 2023–24 | Charlotte / Miami | 61  | 60  | 33.4 | .443 | .363 | .869 | 4.0 | 5.6 | 1.0 | 0.3 | 19.8 |
| Gesamt  | Gesamt            | 601 | 358 | 27.8 | .420 | .367 | .827 | 3.9 | 3.6 | 1.0 | 0.2 | 14.3 |

#### Play-offs
| Saison  | Team   | GP | GS | MPG  | FG % | 3P % | FT %  | RPG | APG | SPG | BPG | PPG  |
| ------- | ------ | -- | -- | ---- | ---- | ---- | ----- | --- | --- | --- | --- | ---- |
| 2015–16 | Boston | 5  | 0  | 19.8 | .391 | .364 | 1.000 | 3.4 | 1.2 | 0.2 | 0.6 | 4.8  |
| 2016–17 | Boston | 17 | 0  | 16.3 | .402 | .368 | .800  | 2.6 | 1.9 | 0.6 | 0.2 | 5.6  |
| 2017–18 | Boston | 19 | 19 | 36.6 | .406 | .347 | .821  | 5.3 | 5.7 | 1.3 | 0.3 | 16.5 |
| 2018–19 | Boston | 9  | 0  | 18.0 | .322 | .235 | .750  | 4.3 | 1.9 | 0.4 | 0.2 | 6.4  |
| Gesamt  | Gesamt | 50 | 19 | 24.7 | .393 | .335 | .809  | 4.0 | 3.3 | 0.8 | 0.3 | 9.8  |